# CFIT

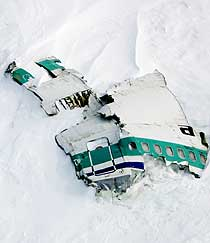
1979년 에어 뉴질랜드 901편 추락 사고의 잔해. 승객 전원이 사망하였다.

CFIT(Controlled flight into terrain) 사고는 정상적으로 제어 중인 항공기가 의도하지 않게 지면, 산, 물, 장애물을 향해 비행하여 기체가 파손되는 사고이다. 이 용어는 1970년대 말에 보잉 사의 엔지니어들이 만들었다. 대개의 조종사들은 CFIT 사고가 실제 일어나기 전까지 위험함을 눈치채지 못한다. 보잉 사에 따르면 CFIT 사고에 의한 사망이 항공 사고로 인한 사망의 주 원인이라고 한다. 상업용 제트 여객기가 등장한 이후 9000명 이상이 CFIT 사고로 사망하였다.

## 원인
보잉 사에 따르면 비행기가 땅으로 추락하는 원인은 불량한 기상 조건, 정밀하지 못한 탐색, 조종사 오류 등이다. 숙련된 조종사라 해도 CFIT 사고를 낼 수 있다. 금속 피로나 방향 감각 상실, 통신 불량도 원인의 일부가 될 수 있다. 만약 항법 장치에 이상이 생겼고 승무원들이 알아내지 못하면, 다른 모든 장비가 제대로 된 방향을 가리키고 있거나 지평선이 보여도 잘못된 경로를 탈 수 있다.

## 해결책
적당한 사고 처리 절차나 승무원 간 통신, 지상과의 적절한 통신으로 일부분 예방할 수 있다. CFIT 사고를 예방하기 위해서 GPWS(대지 접근 경고 시스템, Ground Proximity Warning System)가 개발되었다. 레이다 고도계를 사용하여 지표면으로 접근하는 정도를 알려준다. 이후 GPS와 결합하여 더 정밀한 정보를 제공하는 EGPWS가 개발되었다. 소형 항공기는 단순한 GPS를 사용하여 지형지물 정보를 관리한다. 2009년 통계에 의하면 2세대 EGPWS 장비가 장착된 항공기에서는 CFIT 사고가 발생하지 않았다. 2007년 통계에 의하면 전 세계 상업 항공기 중 5%에는 TAWS 장비가 장착되지 않았으며, 2009년에 일어난 CFIT 사고 두 건을 예측하였다.

## CFIT 사고
CFIT 사고는 지금까지 수십 건이 발생했으며, 아래는 대한민국 국내에서 일어난 CFIT 사고이다.
- 아시아나항공 733편
- 중국국제항공 129편

## 같이 보기
- 항공 안전
- GPWS
- TAWS
- TCAS